# جافن روسسدالي
جافن روسسدالي (بالإنجليزية: Gavin Rossdale)‏ هو عازف قيثارة ومغني وكاتب أغاني وممثل بريطاني، ولد في 30 أكتوبر 1965 بلندن في المملكة المتحدة.

## أعمال

### أفلام
- (2005) قسطنطين[6]
- (2013) حلقة بلينج[7]

## وصلات خارجية
- جافن روسسدالي على موقع IMDb (الإنجليزية)
- جافن روسسدالي على موقع الموسوعة البريطانية (الإنجليزية)
- جافن روسسدالي على موقع ميوزك برينز (الإنجليزية)
- جافن روسسدالي على موقع رولينغ ستون (الإنجليزية)
- جافن روسسدالي على موقع إن إن دي بي (الإنجليزية)
- جافن روسسدالي على موقع أول ميوزيك (الإنجليزية)
- جافن روسسدالي على موقع ديسكوغز (الإنجليزية)
- جافن روسسدالي على موقع قاعدة بيانات الفيلم (الإنجليزية)